# Everlasting (ChouChoの曲)
「Everlasting」（エヴァーラスティング）は、ChouChoの楽曲。2016年6月22日に配信限定シングルとして各種音楽配信サービスにて配信が開始された。

## 概要
シングルとしては「空想トライアングル」以来4か月ぶりのリリースで、配信限定シングルとしては「transient blue」以来、約1年4か月ぶりとなるリリース。
本曲は、iOS/Android用ゲームアプリ『100日間のプリンセス◇もうひとつのイケメン王宮』の主題歌として使用され、「物語の主人公が王宮の彼らとの出会いや恋を通し、成長して夢に向かって輝いていく姿」をテーマにして書き下ろした。
ChouChoにとってメジャーデビュー以来ランティスではなく、ビクターエンタテインメントからリリースされた唯一のシングルである。2025年3月現在、アルバム未収録となっている。

## シングル収録内容
| #  | タイトル        | 作詞    | 作曲・編曲                 | 時間 |
| -- | --------------- | ------- | -------------------------- | ---- |
| 1. | 「Everlasting」 | ChouCho | Lee Hua Chang・Vincent Lee | 4:11 |